# ريتش بارتون
ريتش بارتون (بالإنجليزية: Rich Barton)‏ هو شخصية أعمال أمريكي، ولد في 2 يونيو 1967.

## وصلات خارجية
- ريتش بارتون على موقع الموسوعة البريطانية (الإنجليزية)